# Duriavenator hesperis
Duriavenator hesperis (Duriavenator, llat. "caçador de Duria") és un gènere representat per una única espècie de dinosaure teròpode megalosàurid, que va viure a principis del període Juràssic, fa aproximadament 200 milions d'anys, en el Sinemurià de Dorset, Anglaterra. El nom del gènere combina els vocables en llatí de l'antic nom de Dorset, Duria, amb venator que significa caçador. Anteriorment havia rebut el nom no oficial de "Walkersaurus". Aquest nom apareix en un estudi comparatiu de Welles, Powell i Pickering sobre Dilophosaurus breedorum, sent un nou nom per Megalosaurus hesperis, No obstant això no descriu el fòssil, per la qual cosa no dona justificatius per canviar al gènere. Per tant, "Walkersaurus" roman com nomen nudum. Waldman en 1974 erigio el nom de M. hesperis com una nova espècie de megalosaure. Posteriors autors habian usat "Megalosaurus" hesperis per assenyalar l'incert de l'assignació del gènere. Amb al voltant de 9 metres de llarg i provenint de la secció superior d'Oolite inferior, fa 170 milions d'anys ho fa uns dels tetanurs més vells coneguts.